# Lutetium
Lutetium är ett grundämne som tillhör de sällsynta jordartsmetallerna. I enlighet med sin placering i det periodiska systemet tillhör lutetium övergångsmetallerna, men på grund av sina egenskaper placeras ämnet ofta bland lantanoiderna. 
Ämnet kallades tidigare, särskilt i tysk litteratur, cassiopeium med kemiskt tecken Cp.
Namnet Lutetium kommer av Lutetia, det forntida namnet på Frankrikes huvudstad Paris; grundämnet upptäcktes 1907 av fransmannen Georges Urbain och oberoende av honom av österrikaren Auer von Welsbach.

## Förekomst
I naturen förekommer lutetium i blandning med andra lantanoider, främst i mineralen monazit och gadolinit. Halten i jordskorpan är 0,8 ppm.

## Användning
Den radioaktiva isotopen lutetium-177 kan användas för behandling av cancer. Genom att koppla lutetium-177 till bärarmolekylen oktreotat kan sammansättningen (kallad 177Lu-DOTATATE) användas för behandling av neuroendokrina tumörer.